# Richard D. James Album
Richard D. James Album (c англ. — «альбом Ричарда Д. Джеймса») — четвёртый студийный альбом британского электронного музыканта и продюсера Ричарда Д. Джеймса, выпущенный под псевдонимом Aphex Twin 4 ноября 1996 года на лейбле Warp Records. Альбом был записан на компьютере Macintosh. На завершение альбома ушло времени больше, чем на запись предыдущих альбомов музыканта. Альбом включает в себя быстрые брейкбиты и сложное программирование ударных из джангла и драм-н-бейса.

## Прдыстория
В 1995 году Ричард Джеймс выпустил два мини-альбома Hangable Auto Bulb под псевдонимом AFX, вдохновлёнными драм-н-бейсом. Более быстрый стиль программирования ударных, представленных на альбомах, был вдохновлен другом Джеймса Люком Вайбертом. Джеймс заявил, что, хотя он работал с триолями и сложными битами в прошлом, Вайберт «заставил меня делать это в более быстром темпе. Он дал мне искру, чтобы делать это быстрее, но теперь я пытаюсь довести это до крайностей».
Подход к записи альбома Ричард описал так: «Иногда я просто бью по клавиатуре так, как мне бы хотелось, чтобы звучал ритм дорожек. Затем я трачу четыре часа, перемещая все ноты туда, куда я хочу их поместить?»

## Критический приём
Сайт Allmusic поставил альбому 4,5 звезды.Entertainment Weekly присвоили альбому оценку A-.
Райан Шрайбер из Pitchfork дал альбому оценку 8,4 из 10, заявив, что «Альбом Richard D. James — это 43,5 минуты чистого электронного гения» и «как раз в тот момент, когда ваш мозг начинает понимать ритмический рисунок, бит смещается, поворачивает влево и сдавливает ваш торс под рулевым колесом».
Джейсон Файн из Rolling Stone дал альбому 3,5 звезды из 6, прокомментировав, что «Aphex Twin добивается большого эмоционального резонанса от своих машин» и объединяет «трясущиеся биты, чистые мелодичные фрагменты и случайные шумы в элегантный — хотя порой и нервирующий — футуристический поп».
Марк Виденбаум из The Pulse назвал альбом «сильнейшей арт-поп-записью, появившейся со времен Mr. Heartbreak Лори Андерсона».

## Трек лист
На буклете альбома в авторстве всех композиций написано Me [Aphex Twin]
| №                   | Название                   | Длительность |
| ------------------- | -------------------------- | ------------ |
| 1.                  | «4»                        | 3:37         |
| 2.                  | «Cornish Acid»             | 2:14         |
| 3.                  | «Peek 824545201»           | 3:05         |
| 4.                  | «Fingerbib»                | 3:48         |
| 5.                  | «Carn Marth»               | 2:33         |
| 6.                  | «To Cure a Weakling Child» | 4:03         |
| 7.                  | «Goon Gumpas»              | 2:02         |
| 8.                  | «Yellow Calx»              | 3:04         |
| 9.                  | «Girl/Boy Song»            | 4:52         |
| 10.                 | «Logan Rock Witch»         | 3:33         |
| Общая длительность: | Общая длительность:        | 32:51        |